# Калацо ди Кадоре
Калацо ди Кадоре (итал. Calalzo di Cadore) је насеље у Италији у округу Белуно, региону Венето.
Према процени из 2011. у насељу је живело 2113 становника. Насеље се налази на надморској висини од 807 м.

## Становништво
| 1931. | 1936. | 1951. | 1961. | 1971. | 1981. | 1991. | 2001. | 2011. |
| ----- | ----- | ----- | ----- | ----- | ----- | ----- | ----- | ----- |
| 1.529 | 1.645 | 2.019 | 2.253 | 2.363 | 2.445 | 2.416 | 2.419 | 2.173 |